# Syringodea saxatilis
Syringodea saxatilis är en irisväxtart som beskrevs av M.P.de Vos. Syringodea saxatilis ingår i släktet Syringodea och familjen irisväxter. Inga underarter finns listade i Catalogue of Life.